# Gołuchowice (powiat zawierciański)
Gołuchowice – wieś w Polsce położona w województwie śląskim, w powiecie zawierciańskim, w gminie Kroczyce.

## Nazwa
Miejscowość ma metrykę średniowieczną i istnieje co najmniej od XIV wieku. Wymieniona po raz pierwszy w 1375 w dokumencie zapisanym w języku łacińskim jako Goluchouicze, 1381 Goluchouicz, 1396 Golochouicze, 1399 Goluchouice, 1406 Golussouicz, 1413 Goluchowice, 1424 Goluchowicze, 1429 Goluchow, 1439 Goluschouicze, Golischouicze, 1441 Golechowycze, 1443 Goluchowycz, 1470-80 Goluchowycze, 1530 Goluchovice .

## Historia
Miejscowość była wsią szlachecką i jest wielokrotnie odnotowana w historycznych dokumentach podatkowych i prawnych, zamieszczonych w Słowniku historyczno-geograficznym województwa krakowskiego w średniowieczu wydanym w 1986. W średniowieczu należała do szlacheckiego rodu Koziegłowskich herbu Lis. W 1375 średniowieczne dokumenty odnotowują Świętosława z Gołuchowic. W 1439 w wyniku podziału dóbr pomiędzy trzema braćmi Janem starszym, Krystynem i Janem młodszym, synami Krystyna z Koziegłów, Janowi młodszemu przypada zamek Bąkowiec w Morsku wraz z przynależnymi wsiami. W skład tych majętności wchodzą również Gołuchowice. Miejscowość znajdowała się w Koronie Królestwa Polskiego, a od unii lubelskiej z 1569 w Rzeczypospolitej Obojga Narodów .
Po rozbiorach Polski miejscowość znalazła się w zaborze rosyjskim i leżała w Królestwie Polskim. W Słowniku geograficznym Królestwa Polskiego wymieniona jest w 1881 jako wieś leżąca w powiecie olkuskim w gminie Kroczyce i parafii Irządze.
W latach 1975–1998 miejscowość należała administracyjnie do województwa częstochowskiego.
W tej miejscowości znajduje się boisko sportowe, starodawna studnia oraz odnowiona remiza w której mieści się OSP Gołuchowice.